# Vozrojdénie (Saràtov)
|  | Per a altres significats, vegeu «Vozrojdénie». |

Vozrojdénie (en rus: Возрождение) és un poble (un possiólok) de l'óblast de Saràtov, a Rússia, segons el cens del 2020 tenia 1.996 habitants. Pertany al districte municipal de Khvalinsk.